# Bit (khmu jezik)
Bit jezik (ostali nazivi: buxinhua, khabit, khbit, phsin, phsing; ISO 639-3: bgk), austroazijski jezik mon-khmerske skupine, koji se govori pretežno u Laosu uz sjevernu granicu s Kinom u provincijama Luand Namtha i Phongsali. U Kini ga govori svega 200 osoba (1994) na jugozapadu provincije Yunnan; ukupno preko 1 700.
Bit s jezikom khao [xao] iz Vijetnama čini khmujsku podskupinu khao

## Vanjske poveznice
- Bit, Ethnologue (14th)
- Buxinhua, Ethnologue (14th)
- Buxinhua, Ethnologue (15th)
- Bit, Ethnologue (15th)